# Gare d'Edéa
La gare d'Edéa est une gare ferroviaire camerounaise de la Douala à Yaoundé, située dans le quartier nord d'Edéa, ville à 60 km au sud est de Douala et capitale du pays Bassa.
C'est une gare pour le fret et un terminus pour les voyageurs.

## Situation ferroviaire
La gare d'Edéa est la gare intermédiaire la plus importante de la ligne de Douala à Yaoundé.

Lignes ferroviaires du Cameroun, novembre 2013.

## Service des voyageurs

### Accueil
Elle dispose d'un bâtiment voyageurs, avec un guichet et un hall d'attente

### Desserte
Edéa est desservie par des trains Camrail de la relation Bessengué - Yaoundé,.

### Intermodalité
Un parking pour les véhicules y est aménagé.

## Service des marchandises
Elle est desservie par des trains de marchandises de Douala-Port à Youndé qui transportent : coton, cacao, céréales, bois, produits pétroliers, bétail...
Elle dispose de terminaux fret avec ou sans couvertures et d'un parking pour les camions et le transport lourd. Une zone industrielle est située à proximité.

## Atelier
Un atelier de maintenance est présent sur le site de la gare.